# ストックマン・ヘルシンキ百貨店

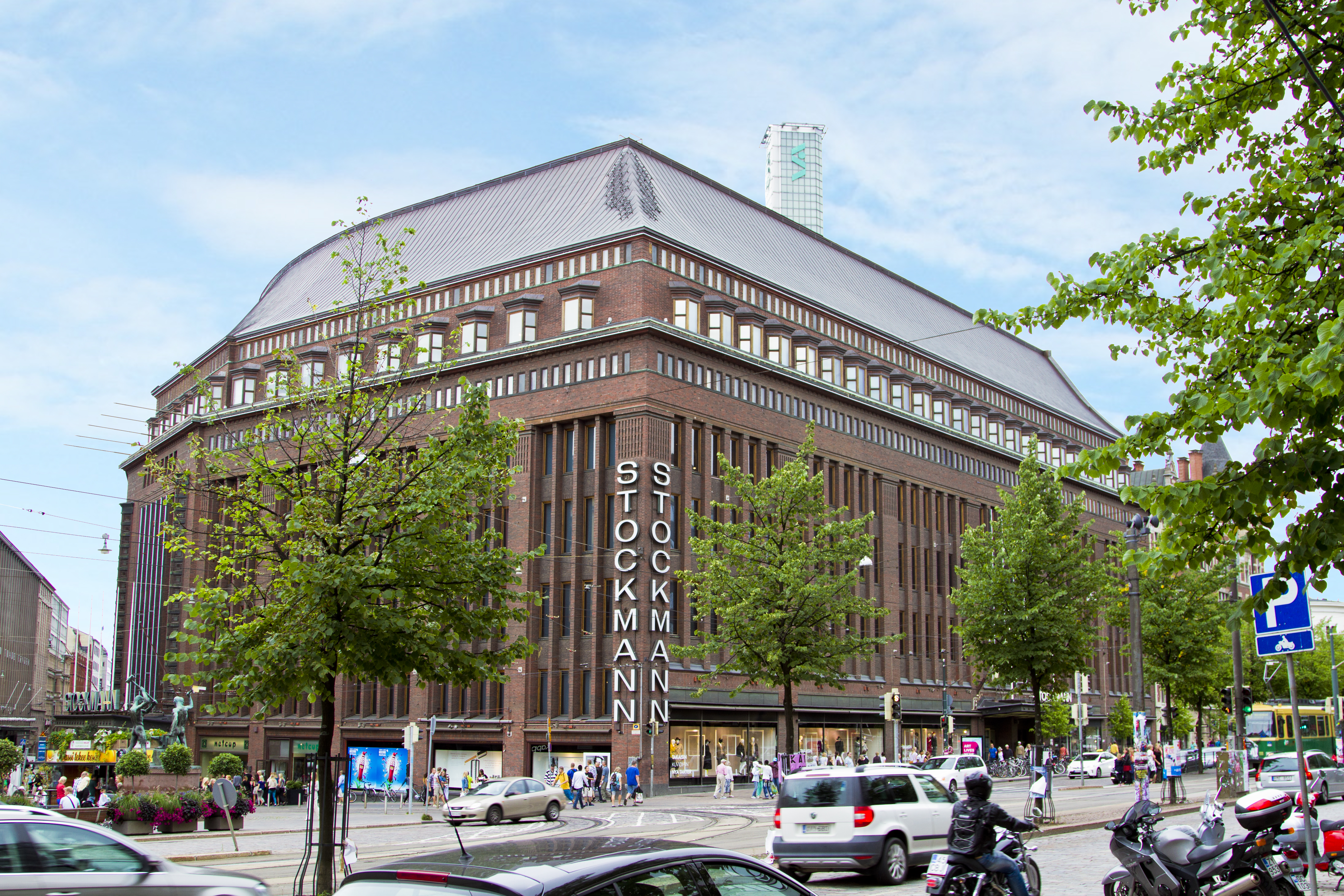
ストックマン・ヘルシンキ百貨店、2013年撮影。

ストックマン・ヘルシンキ百貨店（フィンランド語: Stockmannin Helsingin keskustan tavaratalo）はフィンランドのヘルシンキの中心地にある、文化的に重要な商業施設、百貨店。ストックマン百貨店の本店であり、北ヨーロッパにおける百貨店の間では面積と売上高が1位となっている。世界中で知られている高級ブランドのほとんどがこの百貨店に出店しており、フィンランドの主要なハイエンド百貨店として知られている。地下にある「ストックマンニン・ヘルック」（Stockmannin Herkku）は食品と飲料の階であり、その品質と品揃えの良さで知られている。ストックマンのロゴはエスカレーターを表しており、ストックマン百貨店のエスカレーターがフィンランド初のエスカレーターだという、一般的な、ただし誤った印象を与えている。フィンランド初のエスカレーターは1926年にトゥルクのフォルム百貨店（Forum）に取り付けられたものである。
2002年時点ではストックマン・ヘルシンキ百貨店が全ヨーロッパ6位の百貨店であり、面積が40,500平方メートルで年売上が3.93億ユーロとなっている。
とりわけ入り口の時計は日常会話で「ストッカン・ケッロ」（Stockan kello、「ストッカの時計」）と呼ばれており、ヘルシンキ市の文化シンボルと待ち合わせ場所の目印になった。

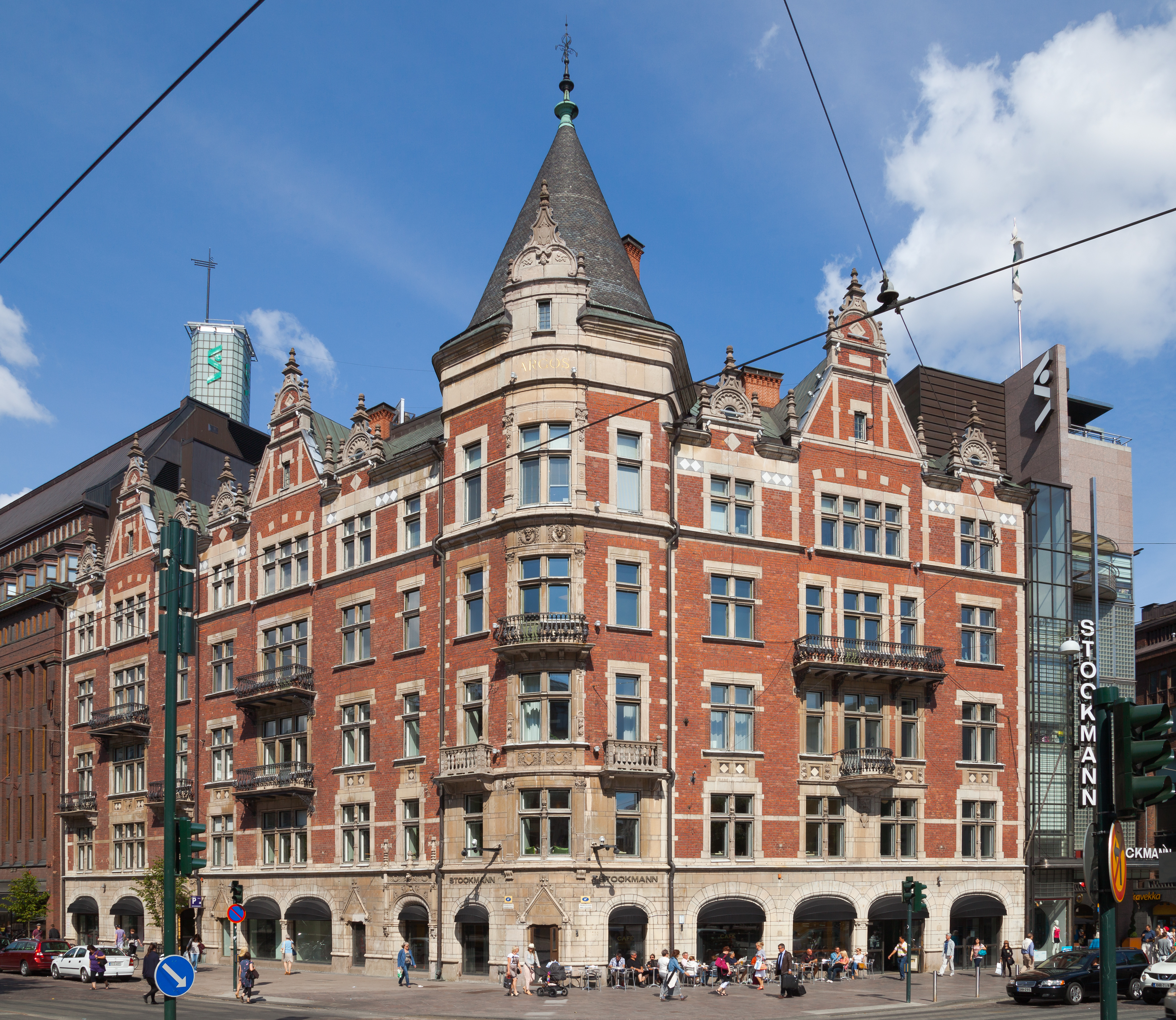
百貨店のアルゴクセン・タロ（Argoksen talo）側であるアール・ヌーヴォー風のファサード、2012年撮影。

1916年に行われた百貨店の建築設計コンペではヴァルテル・トメとイヴァル・トメ兄弟が勝利したが、2人とも1918年のフィンランド内戦で死亡した。百貨店の建築が行われたのは1930年の事であり、コンペで2位になったシグルド・フロステルスの手で行われた。百貨店の最終的な設計は北欧のアール・デコ風になった。クルーヴィ地区のガゼッレ区画（Gazelle）の一部となった。後にビルが拡張されたときもシグルド・フロステルスの設計に基づいた。

## 拡張と変更

### 1989年の拡張
1989年、百貨店と同じ区画にあるアルゴクセン・タロ（Argoksen talo）が百貨店と併合した。このときの改装ではアルゴクセン・タロのファサードしか残されなかった。そのため、ストックマンは区画全体を占め、周りのマンネルヘイミニティエ、アレクサンテリンカトゥ、ケスクスカトゥ、ポホヨイセスプランディ通りに囲まれるようになった。百貨店は地下のほか、地上には7階あり、8階はほかのテナントが入居している。

### 2007年から2010年までの改装

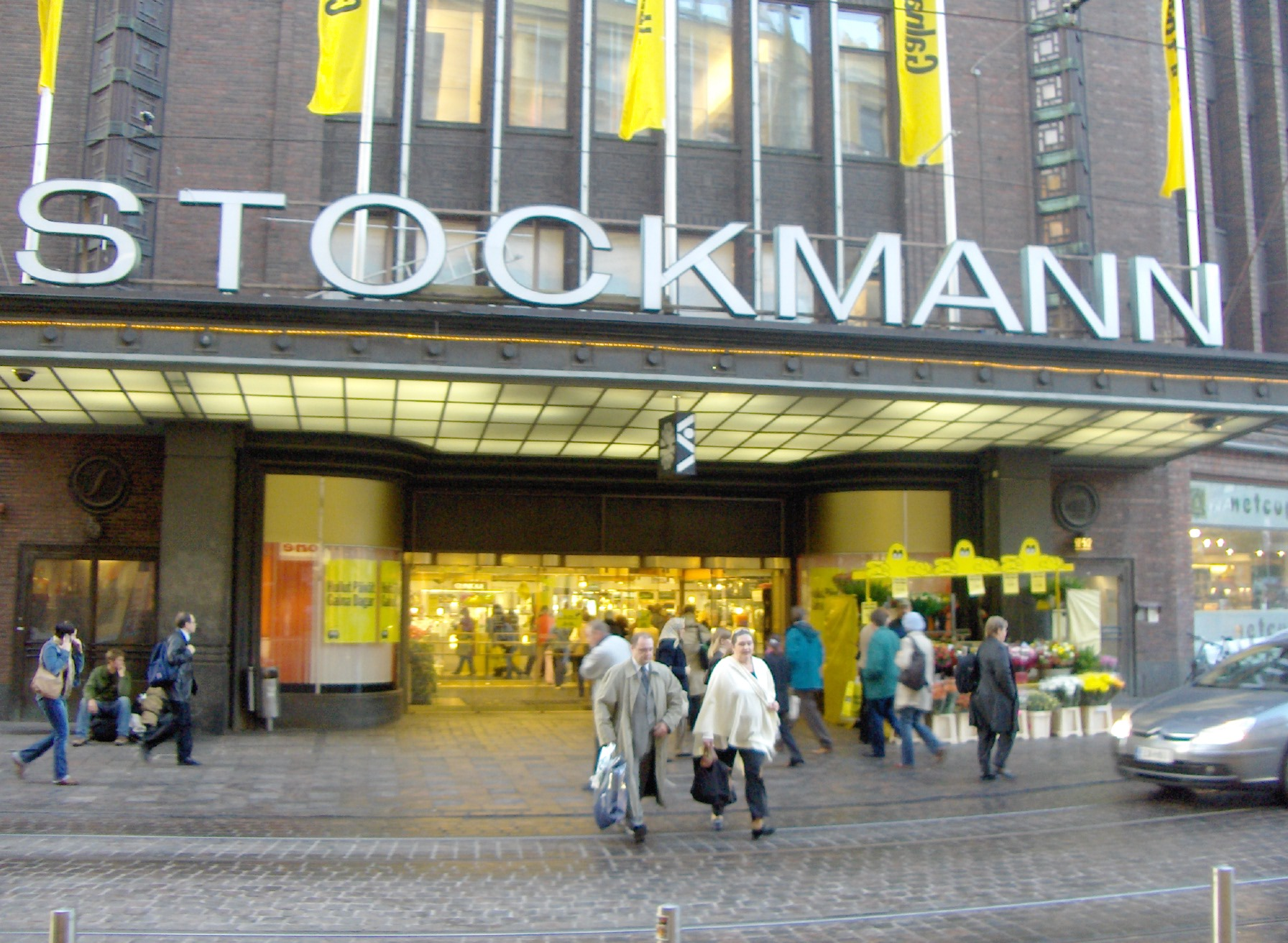
ストックマンの正門、2005年撮影。

百貨店のさらなる拡張は2007年に始まった。このときの拡張プロジェクトはKaikkien aikojen Stockmann – Alla tiders Stockmann（それぞれフィンランドとスウェーデン語で「全時代のストックマン」の意味）と名付けられた。拡張は2010年に完成、売り場の面積が10,000平方メートル増えて合計50,000平方メートルになった。ヘルシンキの中心地で行われていた上、拡張工事の最中でも営業を続けたため、プロジェクトの実行が困難であった。

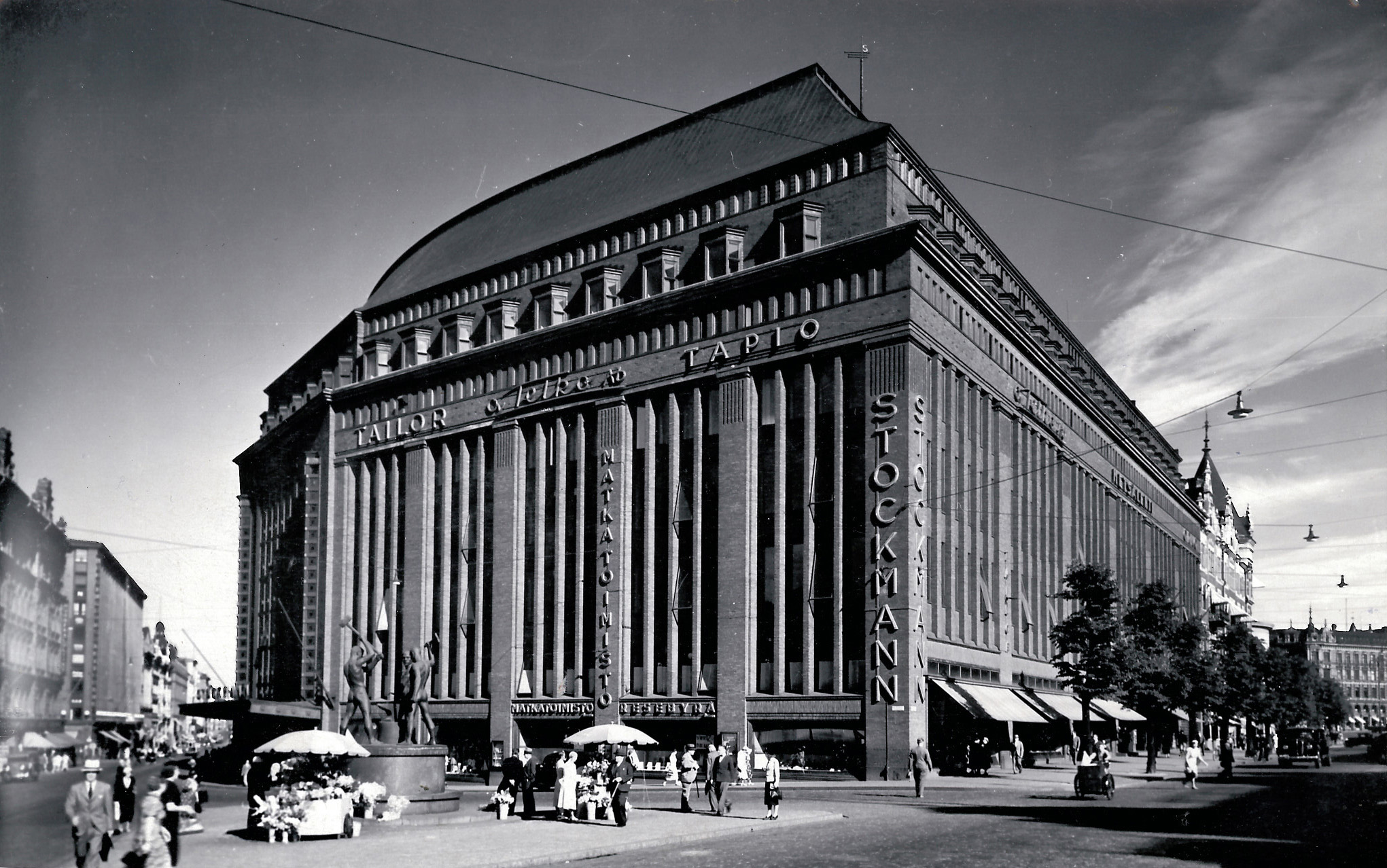
ストックマン、1938年撮影。

百貨店の拡張は地下と百貨店の中央でも行われた。中庭が屋根に覆われるようになり、6階から8階に1,500平方メートルの売り場が追加された。また8階と最上階では950席のフードコートが追加され、下の階の景色を一望できる。この拡張工事では合計200,000立方メートルの岩が地下から撤去され、掘られた穴は最も深いところでは30メートルの深さがあった。

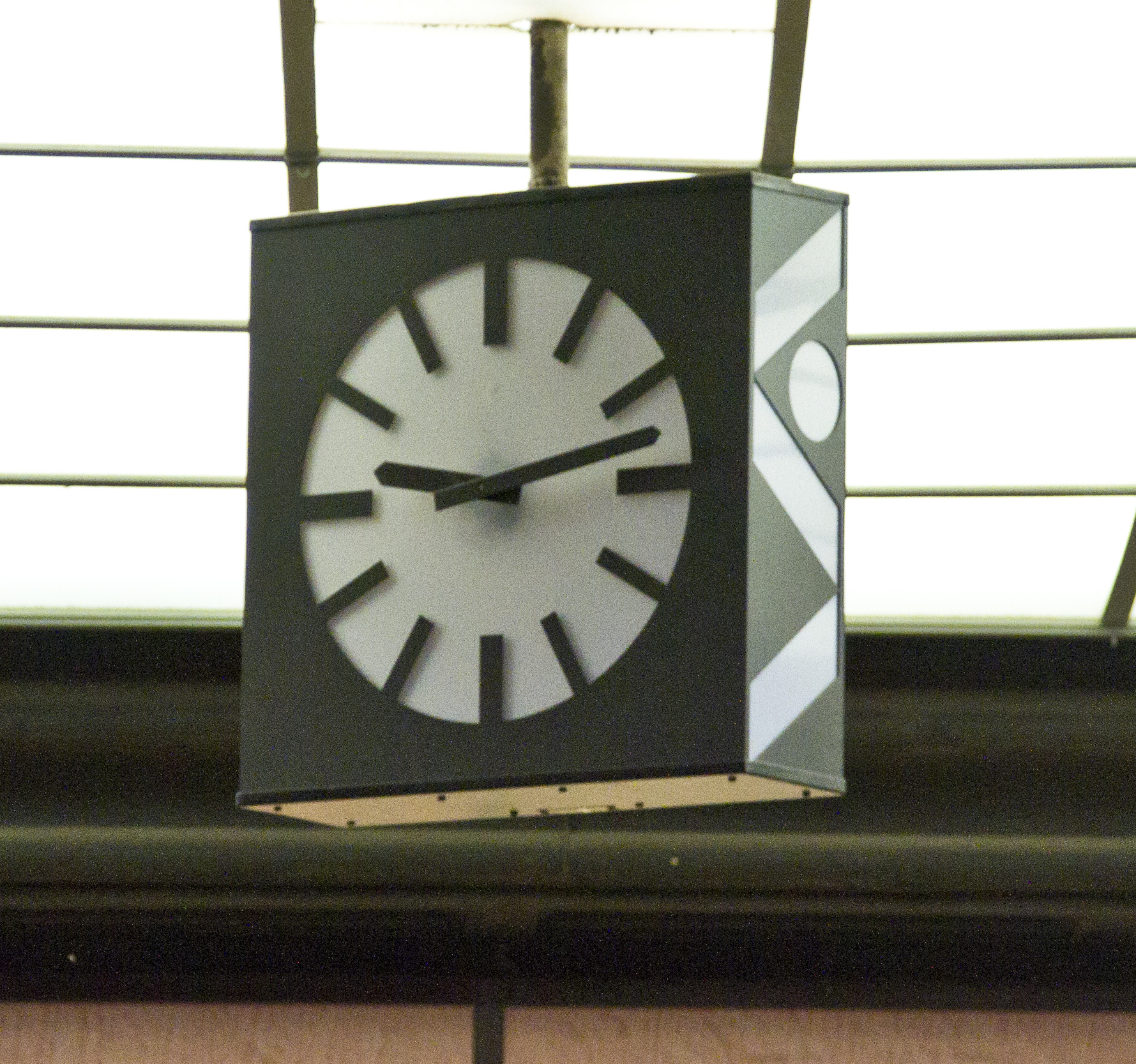
ストックマンの時計。

拡張工事では古いエレベーターとエスカレーターが更新され、改装後は更新されたエレベーターとエスカレーター計40台が使われた。ほかには照明と空調も改善された。新しい駐車場では車600台が同時に駐車することができるようになった。中央のメンテナンストンネルの一部としてルオホラハデンカトゥ（Ruoholahdenkatu）に通じる道、カレヴァンカトゥとマンネルヘイミニティエの交差点に通じる道がある。ほかには食料品部門の面積が倍に増えて約5,000平方メートルになった。
この拡張計画の総資本支出は1.98億ユーロだった（既存施設の修理や更新は含まない）。改装により年売上が5千万ユーロ増える見通しであった。

### 外部委託化
2016年までに、1つの大型売り場というコンセプトはすでに過去のものになり、専門店が主流になった。ほかの会社にスペースを貸して貸借料を徴集するのはいい収入になるが、コアのビジネスが儲けられないままだったためストックマンは部門や活動の外部委託を考えるようになった。そのため、2017年時点では「店の中の店」といった部門とサービスがある。例としてはハムリーズの玩具部門、SOLのランドリー部門、ノルデア銀行などがある。

## 周辺
- 百貨店前に立つ3人の男たちの銅像は、「3人の鍛冶屋」（Kolme seppää）という名がついており、待ち合わせ場所としても有名である[8]。